# Oragadam
Oragadam (Tamil: ஒரகடம் Orakaṭam [ˈoɾəɡaɖʌm]) ist ein Ort im Bundesstaat Tamil Nadu in Indien.
Oragadam liegt südwestlich von Chennai (Madras) im Distrikt Kanchipuram in der Nähe der nationalen Fernstraße NH 45. In Oragadam sind bisher einige Kraftfahrzeug-Zulieferer ansässig. Nach der Volkszählung 2011 hat Oragadam 819 Einwohner.
2012 wurde das Werk der indischen Tochter der Daimler-Benz AG, der Daimler India Commercial Vehicles auf einem Betriebsgelände von 160 Hektar eröffnet. Es wurden ca. 700 Millionen Euro in den Standort investiert. Am 18. März 2010 wurde die Teststrecke in Betrieb genommen, auf der die eigenen Fahrzeugentwicklungen als auch die der Konkurrenz getestet werden. Anfangs sollen 36.000 LKW der Marke BharatBenz pro Jahr (bei einer Kapazität von bis zu 70.000) produziert werden. Es sollen insgesamt 17 Fahrzeugtypen gebaut werden, die zwischen 25.000 und 60.000 Euro pro Einheit kosten sollen.
Die Parzellierung und Erschließung des Industriegebiets von Oragadam wird von der State Industries Promotion Corporation of Tamil Nadu Ltd. (SIPCOT) durchgeführt.
Zur Verbesserung der Infrastruktur und der Verbindungswege zum zweiten Kraftfahrzeugzentrum südwestlich von Chennai, der Stadt Sriperumbudur, baut die Staatsregierung von Tamil Nadu für eine Summe von 3 Milliarden Rupien eine Verbindungsstraße zwischen der NH 4 (Bangalore-Highway) und der NH 45 und weiter bis Oragadam.